# The Beatles vs. The Bee Gees
A The Beatles vs. The Bee Gees című lemez a Polydor és a Karussell kiadó speciális 1973-as kiadványa, a lemez A oldalán a The Beatles hamburgi felvételeiből, a lemez B oldalán pedig a Bee Gees együttes korai felvételiből szerepelnek számok.

## Az album dalai
A oldal
1. Ain't She Sweet (Milton Ager, Jack Yellen) – 2:10 (The Beatles)
2. Cry for a Shadow (George Harrison, John Lennon) – 2:22 (The Beatles)
3. Take out Some Insurance on Me Baby (Singleton / Hall) – 2:52 (The Beatles) & Tony Sheridan
4. My Bonnie (tradicionális skót népzene) – 2:40 (The Beatles) & Tony Sheridan
5. Why (Crompton / Tony Sheridan) – 2:55 (The Beatles) & Tony Sheridan
6. Nobody ´s Child (tradicionális népzene) – 3:52 (The Beatles) & Tony Sheridan

B oldal
1. Cherry Red (Barry Gibb) – 3:09 (The Bee Gees)
2. Every Day I Have To Cry (Alexander) – 2:13 (The Bee Gees)
3. Glasshouse (Barry Gibb) – 1:59 (The Bee Gees)
4. How Many Birds (Barry Gibb) – 2:01 (The Bee Gees)
5. Second Hand People (Barry Gibb) – 2:08 (The Bee Gees)
6. Tint Of Blue (Barry és Robin Gibb) – 2:05 (The Bee Gees)

## A felvételek ideje és közreműködők
- The Beatles : A oldal
- The Bee Gees: B oldal

A The Beatles dalai (A oldal):
- Ain't She Sweet felvétel: 1961. június 23., Friedrich-Eberts-Halle, Hamburg, Németország, közreműködők: John Lennon – ének, gitár, Paul McCartney – basszusgitár, George Harrison – gitár, Pete Best – dob
- Cry For a Shadow felvétel: 1961. június 22., Friedrich-Eberts-Halle, Hamburg, Németország, Shadows stílusparódia, közreműködők: John Lennon – ének, gitár, Paul McCartney – basszusgitár, George Harrison – gitár, Pete Best – dob
- Take out Some Insurance on Me Baby (If You Love Me Baby) felvétel: 1961. június 24. Studio Rahlstedt, Hamburg, Németország, közreműködik: Tony Sheridan – ének, John Lennon – ritmusgitár, Paul McCartney – basszusgitár, George Harrison – gitár, Pete Best – dob
- My Bonnie felvétel: 1961. június 22., Friedrich-Eberts-Halle, Hamburg, Németország, közreműködik: Tony Sheridan – ének, John Lennon – ritmusgitár, ének, Paul McCartney – basszusgitár, ének, George Harrison – gitár, ének, Pete Best – dob
- Why felvétel: 1961. június 22. és június 23., Friedrich-Eberts-Halle, Hamburg, Németország, közreműködik: Tony Sheridan – ének, John Lennon – ritmusgitár, Paul McCartney – basszusgitár, George Harrison – gitár, Pete Best – dob
- Nobody's Child felvétel: 1961. június 23., Friedrich-Eberts-Halle, Hamburg, Németország, közreműködik: Tony Sheridan – ének, John Lennon – ritmusgitár, Paul McCartney – basszusgitár, George Harrison – gitár, Pete Best – dob

A The Bee Gees dalai (B oldal):
- Cherry Red felvétel: 1966. március Festival Studio, Sydney, közreműködik: Barry Gibb – ének, gitár, Robin Gibb – ének, Maurice Gibb – ének, gitár, orgona, Colin Petersen – dob
- Every Day I Have To Cry felvétel: 1965. február, Festival Studio, Sydney, közreműködik: Barry Gibb – ének, gitár, Robin Gibb – ének, Maurice Gibb – ének, gitár, orgona, stúdiózenészek – dob és basszusgitár
- Glasshouse felvétel: 1966. április – június, St Clair Studio, Hurstville közreműködik: Barry Gibb – ének, gitár, Robin Gibb – ének, Maurice Gibb – ének, gitár, orgona, Colin Petersen – dob, John Robinson – basszusgitár
- How Many Birds felvétel: 1966. április – június, St Clair Studio, Hurstville közreműködik: Barry Gibb – ének, gitár, Robin Gibb – ének, Maurice Gibb – ének, gitár, orgona, Colin Petersen – dob, John Robinson – basszusgitár
- Second Hand People felvétel: 1966. április – június, St Clair Studio, Hurstville közreműködik: Barry Gibb – ének, gitár, Robin Gibb – ének, Maurice Gibb – ének, gitár, orgona, Colin Petersen – dob, John Robinson – basszusgitár
- Tint Of Blue felvétel: 1966. április – június, St Clair Studio, Hurstville közreműködik: Barry Gibb – ének, gitár, Robin Gibb – ének, Maurice Gibb – ének, gitár, orgona, Colin Petersen – dob, John Robinson – basszusgitár